# Alpiner Skieuropacup 2004/05
Die Saison 2004/05 des Alpinen Skieuropacups begann am 25. November 2004 in Landgraaf (NED) und endete am 14. März 2005 in Roccaraso (ITA). Bei den Männern wurden 36 Rennen ausgetragen (6 Abfahrten, 5 Super-G, 13 Riesenslaloms, 12 Slaloms). Bei den Frauen waren es hingegen nur 32 Rennen (6 Abfahrten, 6 Super-G, 11 Riesenslaloms, 9 Slaloms). Beim Saisonfinale wurde außerdem ein Teambewerb durchgeführt.
Bei den Herren begann die Saison erstmals mit einem Indoor-KO-Slalom in der Skihalle von Landgraaf.

## Europacupwertungen

### Gesamtwertung
| Rang | Name               | Land       | Punkte |
| ---- | ------------------ | ---------- | ------ |
| 1    | Kjetil Jansrud     | Norwegen   | 1206   |
| 1    | Hannes Reichelt    | Österreich | 1206   |
| 3    | Walter Girardi     | Italien    | 0812   |
| 4    | Patrick Bechter    | Österreich | 0800   |
| 5    | Olivier Brand      | Schweiz    | 0623   |
| 6    | Dominik Gschwenter | Österreich | 0573   |
| 7    | Niklas Rainer      | Schweden   | 0506   |
| 8    | Georg Streitberger | Österreich | 0505   |
| 9    | Mirko Deflorian    | Italien    | 0466   |
| 100  | Matthias Lanzinger | Österreich | 0433   |

| Rang | Name                 | Land        | Punkte |
| ---- | -------------------- | ----------- | ------ |
| 1    | Andrea Fischbacher   | Österreich  | 827    |
| 2    | Michaela Kirchgasser | Österreich  | 724    |
| 3    | Daniela Zeiser       | Österreich  | 603    |
| 4    | Anja Blieninger      | Deutschland | 569    |
| 4    | Christine Sponring   | Österreich  | 569    |
| 6    | Kathrin Zettel       | Österreich  | 556    |
| 7    | Ingrid Rumpfhuber    | Österreich  | 552    |
| 8    | Giulia Gianesini     | Italien     | 433    |
| 9    | Silvia Berger        | Österreich  | 426    |
| 100  | Katarzyna Karasińska | Polen       | 421    |

### Abfahrt
| Rang | Name                 | Land       | Punkte |
| ---- | -------------------- | ---------- | ------ |
| 1    | Konrad Hari          | Schweiz    | 312    |
| 2    | Andreas Buder        | Österreich | 302    |
| 3    | Hannes Reichelt      | Österreich | 301    |
| 4    | Christoph Kornberger | Österreich | 262    |
| 5    | Olivier Brand        | Schweiz    | 192    |

| Rang | Name               | Land       | Punkte |
| ---- | ------------------ | ---------- | ------ |
| 1    | Carmen Casanova    | Schweiz    | 246    |
| 2    | Daniela Müller     | Österreich | 234    |
| 3    | Silvia Berger      | Österreich | 230    |
| 4    | Christine Sponring | Österreich | 200    |
| 5    | Nike Bent          | Schweden   | 190    |

### Super-G
| Rang | Name               | Land       | Punkte |
| ---- | ------------------ | ---------- | ------ |
| 1    | Walter Girardi     | Italien    | 405    |
| 2    | Hannes Reichelt    | Österreich | 340    |
| 3    | Patrick Staudacher | Italien    | 212    |
| 4    | Matthias Lanzinger | Österreich | 200    |
| 5    | Olivier Brand      | Schweiz    | 174    |

| Rang | Name               | Land       | Punkte |
| ---- | ------------------ | ---------- | ------ |
| 1    | Ingrid Rumpfhuber  | Österreich | 379    |
| 2    | Andrea Fischbacher | Österreich | 326    |
| 3    | Daniela Zeiser     | Österreich | 245    |
| 4    | Selina Heregger    | Österreich | 240    |
| 5    | Eveline Rohregger  | Österreich | 180    |

### Riesenslalom
| Rang | Name               | Land       | Punkte |
| ---- | ------------------ | ---------- | ------ |
| 1    | Kjetil Jansrud     | Norwegen   | 653    |
| 2    | Patrick Bechter    | Österreich | 602    |
| 3    | Hannes Reichelt    | Österreich | 565    |
| 4    | Dominik Gschwenter | Österreich | 547    |
| 5    | Niklas Rainer      | Schweden   | 501    |

| Rang | Name                   | Land       | Punkte |
| ---- | ---------------------- | ---------- | ------ |
| 1    | Michaela Kirchgasser   | Österreich | 483    |
| 2    | Kathrin Zettel         | Österreich | 376    |
| 3    | Ana Drev               | Slowenien  | 374    |
| 4    | Carolina Ruiz Castillo | Spanien    | 349    |
| 5    | Giulia Gianesini       | Italien    | 344    |

### Slalom
| Rang | Name             | Land       | Punkte |
| ---- | ---------------- | ---------- | ------ |
| 1    | Kjetil Jansrud   | Norwegen   | 540    |
| 2    | Patrick Biggs    | Kanada     | 429    |
| 3    | Andreas Omminger | Österreich | 325    |
| 4    | André Myhrer     | Schweden   | 320    |
| 5    | Martin Marinac   | Österreich | 317    |

| Rang | Name                 | Land        | Punkte |
| ---- | -------------------- | ----------- | ------ |
| 1    | Katarzyna Karasińska | Polen       | 421    |
| 2    | Henna Raita          | Finnland    | 356    |
| 3    | Anja Blieninger      | Deutschland | 308    |
| 3    | Anne Marie Müller    | Norwegen    | 308    |
| 5    | Frida Hansdotter     | Schweden    | 296    |

## Podestplatzierungen Herren

### Abfahrt
| Datum      | Ort                      | 1. Platz                   | 2. Platz                 | 3. Platz              |
| ---------- | ------------------------ | -------------------------- | ------------------------ | --------------------- |
| 09.01.2005 | Bad Kleinkirchheim (AUT) | Konrad Hari (SUI)          | Andreas Buder (AUT)      | Stephan Keppler (GER) |
| 10.01.2005 | Bad Kleinkirchheim (AUT) | Konrad Hari (SUI)          | Peter Struger (AUT)      | Werner Heel (ITA)     |
| 26.01.2005 | Tarvisio (ITA)           | Hannes Reichelt (AUT)      | Matthias Lanzinger (AUT) | Andreas Buder (AUT)   |
| 27.01.2005 | Tarvisio (ITA)           | Hannes Reichelt (AUT)      | Roland Fischnaller (ITA) | Andreas Buder (AUT)   |
| 02.02.2005 | Megève (FRA)             | Christoph Kornberger (AUT) | Primož Skerbinek (SLO)   | Hannes Reichelt (AUT) |
| 11.03.2005 | Roccaraso (ITA)          | Finlay Mickel (GBR)        | Andreas Buder (AUT)      | Werner Heel (ITA)     |

### Super-G
| Datum      | Ort                      | 1. Platz               | 2. Platz                   | 3. Platz                 |
| ---------- | ------------------------ | ---------------------- | -------------------------- | ------------------------ |
| 11.01.2005 | Bad Kleinkirchheim (AUT) | Thomas Graggaber (AUT) | Walter Girardi (ITA)       | Ole Magnus Kulbeck (NOR) |
| 28.01.2005 | Tarvisio (ITA)           | Hannes Reichelt (AUT)  | Matthias Lanzinger (AUT)   | Patrick Staudacher (ITA) |
| 03.02.2005 | Megève (FRA)             | Walter Girardi (ITA)   | Christoph Kornberger (AUT) | Hannes Reichelt (AUT)    |
| 14.02.2005 | Sella Nevea (ITA)        | Hannes Reichelt (AUT)  | Walter Girardi (ITA)       | Patrick Staudacher (ITA) |
| 15.02.2005 | Sella Nevea (ITA)        | Walter Girardi (ITA)   | Hannes Reichelt (AUT)      | Patrick Staudacher (ITA) |

### Riesenslalom
| Datum      | Ort                      | 1. Platz                 | 2. Platz                 | 3. Platz                  |
| ---------- | ------------------------ | ------------------------ | ------------------------ | ------------------------- |
| 01.12.2004 | Levi (FIN)               | Mirko Deflorian (ITA)    | Dominik Gschwenter (AUT) | Hannes Reichelt (AUT)     |
| 02.12.2004 | Levi (FIN)               | Mirko Deflorian (ITA)    | Dominik Gschwenter (AUT) | Olivier Brand (SUI)       |
| 06.12.2004 | Valloire (FRA)           | Patrick Bechter (AUT)    | Dominik Gschwenter (AUT) | Hannes Reichelt (AUT)     |
| 07.12.2004 | Valloire (FRA)           | Florian Eisath (ITA)     | Georg Streitberger (AUT) | Dominik Gschwenter (AUT)  |
| 17.12.2004 | St. Vigil (ITA)          | Mirko Deflorian (ITA)    | Kjetil Jansrud (NOR)     | Niklas Rainer (SWE)       |
| 13.01.2005 | Bad Kleinkirchheim (AUT) | Niklas Rainer (SWE)      | Kjetil Jansrud (NOR)     | Hannes Reichelt (AUT)     |
| 14.01.2005 | Bad Kleinkirchheim (AUT) | Kjetil Jansrud (NOR)     | Niklas Rainer (SWE)      | Peter Struger (AUT)       |
| 04.02.2005 | Veysonnaz (FRA)          | Niklas Rainer (SWE)      | Hannes Reichelt (AUT)    | Walter Girardi (ITA)      |
| 17.02.2005 | Oberjoch (GER)           | Hannes Reichelt (AUT)    | Georg Streitberger (AUT) | Philipp Schörghofer (AUT) |
| 18.02.2005 | Oberjoch (GER)           | Alberto Schieppati (ITA) | Daniel Albrecht (SUI)    | Hannes Reichelt (AUT)     |
| 07.03.2005 | Kranjska Gora (SLO)      | Dominik Gschwenter (AUT) | Patrick Bechter (AUT)    | Kjetil Jansrud (NOR)      |
| 08.03.2005 | Kranjska Gora (SLO)      | Hannes Reichelt (AUT)    | Kjetil Jansrud (NOR)     | Patrick Bechter (AUT)     |
| 13.03.2005 | Roccaraso (ITA)          | Kjetil Jansrud (NOR)     | Patrick Bechter (AUT)    | Philipp Schörghofer (AUT) |

### Slalom
| Datum        | Ort                   | 1. Platz               | 2. Platz                                      | 3. Platz                                          |
| ------------ | --------------------- | ---------------------- | --------------------------------------------- | ------------------------------------------------- |
| 25.11.2004 * | Landgraaf (NLD)       | Lars Elton Myhre (NOR) | Kjetil Jansrud (NOR)                          | André Myhrer (SWE)                                |
| 16.12.2004   | Obereggen (ITA)       | André Myhrer (SWE)     | Ted Ligety (USA)                              | Martin Marinac (AUT)                              |
| 18.12.2004   | Pozza di Fassa (ITA)  | Kjetil Jansrud (NOR)   | Martin Hansson (SWE)                          | Hannes Paul Schmid (ITA)                          |
| 20.12.2004   | Špindlerův Mlýn (CZE) | Patrick Biggs (CAN)    | Paul Stutz (CAN)                              | Andreas Omminger (AUT) Jean-Baptiste Grange (FRA) |
| 21.12.2004   | Špindlerův Mlýn (CZE) | Patrick Biggs (CAN)    | Julien Lizeroux (FRA)                         | Luca Tiezza (ITA)                                 |
| 19.01.2005   | Mellau (AUT)          | Kjetil Jansrud (NOR)   | Reinfried Herbst (AUT)                        | André Myhrer (SWE)                                |
| 20.01.2005   | Mellau (AUT)          | André Myhrer (SWE)     | Martin Hansson (SWE)                          | Marc Gini (SUI)                                   |
| 22.01.2005   | La Plagne (FRA)       | Mattias Hargin (SWE)   | Anton Lahdenperä (SWE) Andreas Omminger (AUT) |                                                   |
| 05.02.2005   | Veysonnaz (FRA)       | Patrick Biggs (CAN)    | Anton Lahdenperä (SWE)                        | Kjetil Jansrud (NOR)                              |
| 01.03.2005   | Madesimo (ITA)        | Stéphane Tissot (FRA)  | Felix Neureuther (GER)                        | Mitja Valenčič (SLO)                              |
| 02.03.2005   | Madesimo (ITA)        | Patrick Biggs (CAN)    | Felix Neureuther (GER)                        | Jure Košir (SLO)                                  |
| 14.03.2005   | Roccaraso (ITA)       | Martin Marinac (AUT)   | Andreas Omminger (AUT)                        | Mitja Dragšič (SLO)                               |

* Indoor-KO-Slalom

## Podestplatzierungen Damen

### Abfahrt
| Datum      | Ort                     | 1. Platz                 | 2. Platz                | 3. Platz                 |
| ---------- | ----------------------- | ------------------------ | ----------------------- | ------------------------ |
| 15.12.2004 | Zauchensee (AUT)        | Silvia Berger (AUT)      | Kathrin Zettel (AUT)    | Andrea Fischbacher (AUT) |
| 16.12.2004 | Zauchensee (AUT)        | Andrea Fischbacher (AUT) | Silvia Berger (AUT)     | Elena Fanchini (ITA)     |
| 14.01.2005 | Megève (FRA)            | Carmen Casanova (SUI)    | Nike Bent (SWE)         | Daniela Müller (AUT)     |
| 15.01.2005 | Megève (FRA)            | Daniela Müller (AUT)     | Carmen Casanova (SUI)   | Nike Bent (SWE)          |
| 02.02.2005 | Reinswald/Sarntal (ITA) | Christine Sponring (AUT) | Alexandra Coletti (MCO) | Astrid Vierthaler (AUT)  |
| 09.03.2005 | Roccaraso (ITA)         | Christine Sponring (AUT) | Monika Dumermuth (SUI)  | Ingrid Rumpfhuber (AUT)  |

### Super-G
| Datum      | Ort                     | 1. Platz                 | 2. Platz                 | 3. Platz                 |
| ---------- | ----------------------- | ------------------------ | ------------------------ | ------------------------ |
| 17.12.2004 | Zauchensee (AUT)        | Andrea Fischbacher (AUT) | Silvia Berger (AUT)      | Regina Mader (AUT)       |
| 11.01.2005 | Megève (FRA)            | Carmen Casanova (SUI)    | Ingrid Rumpfhuber (AUT)  | Urška Rabič (SLO)        |
| 04.02.2005 | Reinswald/Sarntal (ITA) | Selina Heregger (AUT)    | Ingrid Rumpfhuber (AUT)  | Martina Geisler (AUT)    |
| 05.02.2005 | Kastelruth (ITA)        | Ingrid Rumpfhuber (AUT)  | Andrea Fischbacher (AUT) | Selina Heregger (AUT)    |
| 06.02.2005 | Kastelruth (ITA)        | Christine Sponring (AUT) | Daniela Zeiser (AUT)     | Camilla Borsotti (ITA)   |
| 07.03.2005 | Roccaraso (ITA)         | Daniela Zeiser (AUT)     | Selina Heregger (AUT)    | Andrea Fischbacher (AUT) |

### Riesenslalom
| Datum      | Ort              | 1. Platz                    | 2. Platz                    | 3. Platz                     |
| ---------- | ---------------- | --------------------------- | --------------------------- | ---------------------------- |
| 06.12.2004 | Ål (NOR)         | Michaela Kirchgasser (AUT)  | Kathrin Zettel (AUT)        | Daniela Zeiser (AUT)         |
| 07.12.2004 | Ål (NOR)         | Michaela Kirchgasser (AUT)  | Kathrin Zettel (AUT)        | Carolina Ruiz Castillo (ESP) |
| 11.12.2004 | Schruns (AUT)    | Michaela Kirchgasser (AUT)  | María José Rienda (ESP)     | Mateja Robnik (SLO)          |
| 12.12.2004 | Schruns (AUT)    | María José Rienda (ESP)     | Magdalena Planatscher (ITA) | Daniela Zeiser (AUT)         |
| 17.01.2005 | Courchevel (FRA) | Magdalena Planatscher (ITA) | Julie Duvillard (FRA)       | Ana Drev (SLO)               |
| 18.01.2005 | Courchevel (FRA) | Ana Drev (SLO)              | Anja Blieninger (GER)       | Kathrin Zettel (AUT)         |
| 18.02.2005 | La Molina (ESP)  | Ana Jelušić (CRO)           | Jessica Kelley (USA)        | Camilla Alfieri (ITA)        |
| 28.02.2005 | Tonalepass (ITA) | Šárka Záhrobská (CZE)       | Maria Pietilä-Holmner (SWE) | Kathrin Zettel (AUT)         |
| 01.03.2005 | Tonalepass (ITA) | Šárka Záhrobská (CZE)       | Ingrid Jacquemod (FRA)      | Kathrin Zettel (AUT)         |
| 04.03.2005 | Abetone (ITA)    | Christine Sponring (AUT)    | Monika Bergmann (GER)       | Carolina Ruiz Castillo (ESP) |
| 11.03.2005 | Roccaraso (ITA)  | Michaela Kirchgasser (AUT)  | Giulia Gianesini (ITA)      | Camilla Alfieri (ITA)        |

### Slalom
| Datum      | Ort              | 1. Platz                   | 2. Platz                   | 3. Platz                  |
| ---------- | ---------------- | -------------------------- | -------------------------- | ------------------------- |
| 02.12.2004 | Åre (SWE)        | Florine de Leymarie (FRA)  | Katarzyna Karasińska (POL) | Lisa Bremseth (NOR)       |
| 03.12.2004 | Åre (SWE)        | Henna Raita (FIN)          | Katarzyna Karasińska (POL) | Florine de Leymarie (FRA) |
| 08.01.2005 | Leukerbad (SUI)  | Katarzyna Karasińska (POL) | Sandrine Aubert (FRA)      | Anne Marie Müller (NOR)   |
| 09.01.2005 | Leukerbad (SUI)  | Frida Hansdotter (SWE)     | Eva-Maria Brem (AUT)       | Katrin Triendl (AUT)      |
| 20.01.2005 | Lenggries (GER)  | Anja Blieninger (GER)      | Anne Marie Müller (NOR)    | Sandrine Aubert (FRA)     |
| 08.02.2005 | Rogla (SLO)      | Henna Raita (FIN)          | Anja Blieninger (GER)      | Claudia Morandini (ITA)   |
| 09.02.2005 | Rogla (SLO)      | Michaela Kirchgasser (AUT) | Katarzyna Karasińska (POL) | Britt Janyk (CAN)         |
| 17.02.2005 | Pal (AND)        | Monika Bergmann (GER)      | Henna Raita (FIN)          | Frida Hansdotter (SWE)    |
| 02.03.2005 | Tonalepass (ITA) | Nika Fleiss (CRO)          | Monika Bergmann (GER)      | Anja Blieninger (GER)     |

## Teambewerb
| Datum      | Ort             | 1. Platz                                                                                  | 2. Platz                                                                      | 3. Platz                                                       |
| ---------- | --------------- | ----------------------------------------------------------------------------------------- | ----------------------------------------------------------------------------- | -------------------------------------------------------------- |
| 10.03.2005 | Roccaraso (ITA) | Deutschland / Tschechien (Kathrin Hölzl, Petr Záhrobský, Anja Blieninger, Martin Vráblík) | Norwegen (Lisa Bremseth, Andreas Nilsen, Anne Marie Müller, Lars Elton Myhre) | Schweiz (Ella Alpiger, Marc Berthod, Karin Hess, Patrick Küng) |